# Señores del Tiempo
Los Señores/damas del Tiempo son una raza extraterrestre ficticia de la serie británica de ciencia ficción Doctor Who, cuyo protagonista, el Doctor, es uno de sus miembros. 

## Ambiente ficticio
Los Señores del Tiempo nacieron cuando uno de ellos, el científico Omega, consiguió crear un núcleo de energía que les permitió viajar en el tiempo. Para ello utilizó un dispositivo de manipulación llamado la Mano de Omega para manipular una estrella cercana como energía del núcleo. Desgraciadamente, la estrella se convirtió en una supernova (explotó) y luego en un agujero negro. Se creía que Omega había muerto tras la explosión, pero se demostró que quedó atrapado en el campo gravitatorio del agujero negro, escapando por el área donde se crean los vórtices temporales (justo antes de colapsar con la singularidad, el área donde se amplifican los agujeros de gusano existentes a niveles cuánticos en la materia, y evitando así el área de colapso, donde todo rastro de materia es elevado por encima del potencial de C) le había absorbido y llevado a cientos de años después de los sucesos (The Three Doctors). Al final, Rassilon fue el fundador de la sociedad de los Señores del Tiempo. Pero en la Guerra del Tiempo, junto con los Daleks, los Señores del Tiempo fueron absorbidos y mandados a reclusión espacio-temporal, donde permanecieron hasta los sucesos de El fin del tiempo, cuando el Amo los liberó a todos, junto con Gallifrey. Aun así, el Doctor se las volvió a ingeniar para volver a recluirlos a un continuo aislado del flujo principal. Al final, el Amo aparentemente murió, por lo que el Doctor volvió a ser el último de los Señores del Tiempo.
No aparecieron en la serie hasta el último episodio del serial The War Games en 1969. Después apenas lo hicieron en algunos episodios, aunque a partir del Cuarto Doctor, fueron protagonistas o antagonistas de numerosos seriales. Aunque en numerosos episodios fueron antagonistas, a veces el Cuarto Doctor conseguía su apoyo y, tiempo después, sería nombrado su presidente. Tras reanudarse en 2005, la serie muestra cómo El Doctor es ahora el último Señor del Tiempo, después de que estos desaparecieran en la Guerra del Tiempo, pero el Amo volvería en los episodios: Utopía, El sonido de los tambores y El último de los Señores del Tiempo, todos de 2007. No fue hasta 2010, en El fin del tiempo, cuando volvieron brevemente todos los Señores del Tiempo.
Reciben su nombre de 'Señores' por ser una raza que se adaptó al accidente del científico Omega, tomando consciencia de lo que fueron antes del accidente, y recordando el nuevo flujo temporal. Ello elevó sus niveles de consciencia a niveles de múltiples líneas temporales, lo que les permite ver todo lo que es, lo que fue, lo que será y todo lo que podría ser en el tiempo o el espacio. Los acontecimientos ocasionados por el científico Omega, modificaron los campos morfofermiónicos (una de las polarizaciones del campo mórfico) del cono de acontecimientos espacio-temporal creado por la explosión de la supernova. La onda morfofermionica, afectó a todos los momentos angulares de los espines que poseen los fermiones, produciendo una asincronía, de la que emergieron propiedades químicas y biológicas nuevas, creando una raza poderosa y sabia en el planeta Gallifrey. Recién estrenada su nueva capacidad de ser 'Señores temporales', esta raza se dedicó a reparar las líneas temporales agrietadas por la incursión en el tiempo de otras razas alienígenas. Las grietas en el continuo espacio tiempo, eran originadas por el uso poco hábil de estas razas alienígenas, dadas sus limitaciones de la percepción temporal. Según iban avanzando en la tecnología del viaje temporal, causaban paradojas asimétricas. Las asimetrías causan el colapso de líneas de tiempo y la extinción de especies alienígenas contenidas en dicho cono temporal, que marca todo un universo alterado, convirtiendo esa sección espacio-temporal en algo similar a una 'cerilla'. Para evitar que el universo sea como una cerilla, o lo que es lo mismo, que las líneas de tiempo acaben muertas, poder promover los viajes temporales seguros a otras especies y preservar la extinción de especies por el mal uso de la tecnología temporal, los Señores del Tiempo en sus comienzos, se dedicaban a alterar la psicología de las especies (tal como se muestra en el episodio 'A christmas Carol'). Cuando la especie estaba psicológicamente alineada para el buen uso de la tecnología temporal, los Señores del Tiempo vigilaban que en el desarrollo tecnológico no provocasen conflictos tan extremos, que se pudieran asemejar a un genocidio. El Doctor comenzó a ser un renegado cuando los Señores del Tiempo comenzaron a ver su propia gloria en su propia línea temporal, y el Doctor permaneció practicando las costumbres ancestrales de sus antepasados. Entraron en guerra con multitud de especies, mientras que el Doctor intervenía las líneas alteradas, convirtiéndose en enemigo de su propio pueblo. El uso asimétrico de los viajes en el tiempo provocaban en las conciencias de las especies alienígenas afectadas una toma de conciencia de los cambios temporales y aprendían al poder recordar varias líneas de temporales. El deterioro del buen hacer de los Señores del Tiempo los convirtieron de Doctores a Maestros, con pretensiones de enseñar a otras especies a usar las líneas temporales de forma sesgada para promover sus propios intereses, con apariencia de ser buenos Maestros; y de Maestros a Amos. Una vez colonizada la línea temporal, sometían a la especie con el propósito de expandirse o incluso extinguir otras especies por el afán de proteger su propia existencia puesta en riesgo por su asimétrico uso de la tecnología temporal.

## Características físicas
1. En La bestia de abajo, el Doctor dice que al llegar ellos primero, son los humanos los que se parecen a los Señores del Tiempo, y no viceversa.
2. En Dalek, se afirma que los Señores del Tiempo tienen un sistema vascular binario (poseen dos corazones que dan 170 latidos por minuto).
3. En La invasión en Navidad, el Doctor muestra tener mayor resistencia a los sonidos graves que los humanos.
4. En Destiny of the Daleks, Romana pudo hacer que dejasen de latir sus dos corazones para engañar a los Daleks.
5. En 42, el Doctor menciona que puede sobrevivir durante un corto periodo en el cero absoluto.
6. En The War Games, El Doctor dice que un Señor del Tiempo puede vivir eternamente si no tiene accidentes.
7. En El unicornio y la avispa, El Doctor consigue sobrevivir al envenenamiento por cianuro al invertir la inhibición de sus enzimas, usando cerveza de jengibre, proteínas (nueces), algo salado (anchoas), pero no demasiado salado (sal de mesa), y un shock (un beso de Donna Noble).
8. En Sangre fría, el Doctor sufre un gran dolor y daño por el Silúrico, que muestra afectar a los Señores del Tiempo.
9. Su ADN tiene 4 hélices; la tercera fue añadida por Rassilon para permitir la regeneración, y la cuarta solamente puede ser detectada si el detector ha sido temporalmente alineado (el fin del mundo)

## Poderes
Los Señores del Tiempo pueden comunicarse por telepatía, aunque también con su TARDIS, como se ve en Castrovalva, cuando el Doctor activa su TARDIS por telepatía. El Doctor pudo leer la mente de Madame de Pompadour en La chica en la chimenea, pero para su sorpresa ella también pudo leer su mente. En El fin del tiempo, el Amo utiliza la telepatía para hacer escuchar al Doctor el sonido de los tambores en su cabeza. En El inquilino, el Doctor choca su frente contra otra persona y le manda toda la información sobre él mismo. En este caso experimentó algo de dolor, pero no se sabe si fue por chocar su frente o por transmitir tanta información. El Noveno Doctor menciona en Rose que puede sentir el movimiento del planeta Tierra. En Los fuegos de Pompeya, el Doctor le dice a Donna Noble que puede ver el pasado, presente y futuro de la vida de una persona. En El fin del viaje y en The War Games, el Doctor muestra también que puede borrar los recuerdos de una persona. En El momento de la despedida, el Doctor dice que siempre ve el pasado, el presente y el futuro en su mente, en Hora de cerrar  demuestra que puede hacer callar a cualquier persona con solo poner el dedo índice del doctor en sus propios labios como lo hizo con el bebé de Craig al hacerlo callar así y con las personas en la tienda que no dejaban de hablar al mismo tiempo,  aunque refiere que esto solo funciona la primera vez,  en el capítulo El fin del viaje puede absorber cantidades importantes de radiación en su cuerpo y concentrarlo en algún punto específico que este usando y deshacerse de él por ejemplo un tenis como hizo en 'Smith y Jones', así como absorbió cantidades letales en su cuerpo para proteger a un ser humano aunque signifique su regeneración El fin del tiempo

## Regeneración
Los Señores del Tiempo pueden regenerar su cuerpo si se encuentran al borde de la muerte por herida, enfermedad o radiación. Tras el proceso, en el cual se reemplazan todas las células de su cuerpo, incluyendo las cerebrales, su cuerpo, rostro y personalidad cambian, aunque conservan sus recuerdos. Algunas veces, tras la regeneración necesitan descansar física y mentalmente, como se ve en Castrovalva o La invasión de Navidad. También pueden tener un periodo de inestabilidad mental o locura, como le pasó al Sexto Doctor en The Twin Dilemma, que estuvo a punto de estrangular a su acompañante Peri, y al Décimo Doctor en el especial navideño de Children in Need 2005, Renacido, que en pleno ataque psicótico tras la regeneración aceleró la TARDIS hasta estar a punto de estrellarla. En The Deadly Assassin se menciona que se pueden regenerar un total de doce veces (por tanto puede haber trece encarnaciones), pero hubo algunas excepciones, como en la serie The Sarah Jane Adventures, donde el Doctor afirma que puede regenerarse un total de 502 veces. El rostro es aleatorio en todos los casos excepto uno, Romana podía elegir el rostro que quisiese o el de otro humano. En Gira a la izquierda, el Doctor murió tan rápido que no le dio tiempo a regenerarse, y en El astronauta imposible el Doctor fue disparado mortalmente y, cuando se desató la regeneración, al ser rematado, la regeneración se interrumpió con su muerte.
El Doctor ha utilizado este proceso doce veces completas y una abortada en: The Tenth Planet, The War Games, Planet of Spiders, Logopolis, The Caves of Androzani, Time and the Rani, Doctor Who: La película, El momento de la despedida, El fin del viaje, (abortada por el propio Doctor lanzando la energía sobrante tras curarse a su mano cortada) El fin del tiempo, La noche del Doctor, El día del Doctor y El tiempo del Doctor. La regeneración del Segundo Doctor al Tercero se vio solo en parte, se vio el inicio de la transformación al final del episodio, pero no se vio la cara del tercer Doctor hasta el siguiente episodio en la siguiente temporada, cuando apareció desplomándose fuera de la TARDIS ya regenerado. La regeneración del Sexto Doctor al Séptimo se hizo solo con el actor del Séptimo Doctor llevando una peluca, ya que el actor que encarnaba al sexto no quiso volver para rodar esta escena. La regeneración del Octavo Doctor al Doctor Guerrero se mostró iniciándose, pero no completa. Después se mostró una imagen de archivo del actor John Hurt de joven representando al recién nacido Doctor Guerrero. La regeneración del Doctor Guerrero al Noveno Doctor solo se mostró iniciándose al final de El día del Doctor, pero no apareció el Noveno Doctor, ya que su intérprete no quiso intervenir en el episodio, aunque sí se mostró el inicio de la transformación y algunos rasgos tenues del Noveno Doctor apareciendo gracias a una imagen de archivo.

## Tecnología
Los Señores del Tiempo son, en el universo de Doctor Who, la raza más poderosa del universo tecnológicamente. Solo tres de ellas han mostrado habilidades iguales a ellas: la ahora extinta raza Osirian, los Guardianes del Tiempo y los Eternos. 
Cabe destacar El ojo de la armonía, la singularidad de un agujero negro empleado como fuente de energía para su civilización y localizado en la Ciudadela, capital del planeta de los Señores del Tiempo, Gallifrey, en la constelación de Kasterborous. La mano de Omega fue utilizada por un científico del mismo nombre para sumir una estrella a punto de colisionar su masa en un "eterno estado de decadencia" y emplearla como el ya antes mencionado "Ojo". Pero el invento más importante son las TARDISes, máquinas del tiempo que no solo cumplen esa función, sino que también ayudan a un Señor del Tiempo en el proceso de su regeneración. Se regeneran si sufre daños graves (En el último momento), y están programadas para ser pilotadas por seis o más Señores del Tiempo (El fin del viaje). También poseen, como se ve en El fin del tiempo, un arma en forma de guantelete, empleado por el Lord Presidente Rassilon, capaz de controlar el tiempo mismo a su antojo. Además de eso tenían el poder incluso de sacrificar todo el tiempo mismo , un acontecimiento denominado " La Sanción Final", con el cual alcanzarían el estado de Seres Trascendentales, de su tecnología más notable es que todo es más grande por dentro de lo que se ve por fuera, como se muestra la grandeza de la TARDIS por dentro en el capítulo  Journey to the Centre of the TARDIS en comparación de la estrecha cabina azul de policía que se ve por fuera, en el capítulo  Dark Water  dice: un disco duro gallifreyano, tecnología de los señores del tiempo y en  La novia fugitiva saca el doctor un control remoto grande del bolsillo de su pantalón y Donna le pregunta ¿Cómo te cabe eso?  el doctor menciona: "Son más grandes por dentro".

## Señores del Tiempo que han aparecido en la serie
Además del Doctor, en la serie han aparecido los siguientes Señores del Tiempo: Susan Foreman, Jenny, El Amo, la Rani, Romana, Omega, Rassilon, Borusa, Azmael, Morbius, El Jefe de guerra, El Inquisidor, La Vidente, Canciller Goth, Canciller Thalia, Canciller Flavia, Hedin, El Presidente, Drax, Comandante Andred, Comandante Maxil Grane, Comandante Hilred, El Visionario, Damon, El Señor, Sprandell, Kelner, Zorac, Donna Noble (mitad humana, mitad Señora del Tiempo, solo en un capítulo),  River Song (mitad humana, mitad Señora del Tiempo al ser concebida en la TARDIS en vuelo por el Vórtice del Tiempo) y el doctor meta-crisis que salió del décimo doctor (mitad señor del tiempo mitad humano).

## Cambio retroactivo de la continuidad en 2013
En la primera temporada de la serie moderna en 2005, se estableció que el Doctor había matado a todos los Señores del Tiempo al final de una Guerra del Tiempo entre los Daleks y ellos, para salvar así al resto del universo, y el Doctor vivió en esa época, durante su novena, décima y undécima encarnaciones, la culpa de sentirse el genocida de su propia raza, así como la angustia y la soledad de sentirse el último de los Señores del Tiempo en el universo.
Sin embargo, en el especial conmemorativo del 50 aniversario de la serie, El día del Doctor, se mostró cómo, en el último momento, el Doctor, en su encarnación del Doctor Guerrero, cambió de opinión y no activó el arma que supuestamente destruyó Gallifrey. En su lugar, invocó a las trece encarnaciones del Doctor, quienes, combinando sus respectivas trece TARDIS, hicieron el efecto de congelar Gallifrey en un punto preciso del espacio y el tiempo, dejando a los Señores del Tiempo en animación suspendida y no aniquilados como se pensaba. Sin embargo, ni el Noveno ni el Décimo Doctor tienen recuerdo alguno de esto ya que el revoltijo de corrientes temporales que se produjo borraron todos sus recuerdos del suceso, y el Doctor Guerrero se regeneró inmediatamente en el Noveno Doctor, olvidando también lo sucedido. En la nueva continuidad, que por lo establecido no se contradice con la antigua, el Doctor tiene la misión de buscar Gallifrey, perdido en algún punto en el espacio y el tiempo, para reencontrarse de nuevo con los Señores del Tiempo.